# 中村了昔
中村 了昔（なかむら りょうせき）は、日本の僧侶である。

## 生涯
慶応元年11月17日　和歌山県海草郡西脇村字西庄に生まれる。幼名留野（とめの）
父　中村　幸衛門（こうえもん）　母、こぐす
明治12年、14歳の時弟が病気になる。
父は、二ノ宿（しゅく）山の十一面観音に日参し、病気平癒の祈願をする。
弟の病気は治るが、その病気が、父母と留野に伝染する。
留野は、弟の病気を治してもらった観音菩薩を思い出し、
「南無観世音菩薩！　なにとぞ私の病も治してください。もし病気を癒してくだされば、この黒髪を切って差し上げます」
とお誓いし約束しました。
留野は回復するが、両親は死去。
明治12年11月、黒髪を根元から切る。
和歌山市にある慶蔵庵の土岐岡貞林尼の弟子になる。この時、貞林尼は「金剛寺（和歌山市粟）は、三代住職が若くして亡くなっているので、今は廃屋同然になっている。これをこのまま捨てておくことはできない。一人前の僧になったら、すぐ金剛寺の復興に当たらせることにしたい」と告げる。
明治13年3月6日津田了眠が剃髪式を行う。この後、年二回春と秋に7貫もある、観世音菩薩を背負って、
西国三十三所の札所を巡拝。その道中、明治２０年、金田徳光が出会う。
その修行を、33回重ねる。（明治28年まで）
明治28年、和歌山市吉田の円満寺で、満願の供養が営まれる。このとき、金田徳光も出席。三日目に仏法の習わしで、
生きながらの葬式をしてもらい、一人前の僧となる。
了昔尼には、二人の弟子あり、了恵（りょうけい）尼と信定（しんじょう）尼である。